# Loodgrijze ral
De loodgrijze ral (Pardirallus sanguinolentus) is een vogel uit de familie van de rallen, koeten en waterhoentjes (Rallidae).

## Verspreiding en leefgebied
Deze soort komt voor in zuidelijk en westelijk Zuid-Amerika en telt zes ondersoorten:
- P. s. simonsi: zuidelijk Ecuador, westelijk Peru en noordelijk Chili.
- P. s. tschudii: Peru, centraal en zuidoostelijk Bolivia.
- P. s. zelebori: zuidoostelijk Brazilië.
- P. s. sanguinolentus: van zuidoostelijk Brazilië tot Paraguay, noordelijk Argentinië en Uruguay.
- P. s. landbecki: centraal Chili en zuidwestelijk Argentinië.
- P. s. luridus: zuidelijk Chili en zuidelijk Argentinië.

## Status
De grootte van de populatie wordt geschat op 1-2 miljoen volwassen vogels. Op de Rode lijst van de IUCN heeft deze soort de status niet bedreigd.